# دنيس باول هيبرت
دنيس باول هيبرت هو شخصية أعمال وسياسي أمريكي، ولد في 7 أكتوبر 1926 في بونتشاتولا في الولايات المتحدة، وتوفي في 11 سبتمبر 2015 في باتون روج في الولايات المتحدة. نشط حزبياً في الحزب الديمقراطي. وقد انتخب عضو مجلس نواب لويزيانا ‏.